# Veljko Bakašun
Veljko Bakašun   (Split, 14 de juny de 1920 - Korčula, 17 de juliol de 2007) va ser un waterpolista croat que va competir sota bandera iugoslava durant les dècades de 1940 i 1950.
El 1948 va prendre part en els Jocs Olímpics de Londres, on fou novè en la competició de waterpolo. Quatre anys més tard, als Jocs de Hèlsinki guanyà la medalla de plata en la mateixa competició.